# Helicteres integerrima
Helicteres integerrima är en malvaväxtart som beskrevs av Pieter Willem Korthals. Helicteres integerrima ingår i släktet Helicteres och familjen malvaväxter. Inga underarter finns listade i Catalogue of Life.